# Cyniclomyces guttulatus
Cyniclomyces guttulatus är en svampart som först beskrevs av C.P. Robin, och fick sitt nu gällande namn av Van der Walt & D.B. Scott 1971. Cyniclomyces guttulatus ingår i släktet Cyniclomyces, ordningen Saccharomycetales, klassen Saccharomycetes, divisionen sporsäcksvampar och riket svampar.   Inga underarter finns listade i Catalogue of Life.